# Declaração de guerra (ato formal)

Uma declaração de guerra é um acto formal de discurso conformativo (acto de fala) ou a assinatura de um documento por uma parte autorizada de um governo, a fim de dar início a um estado de guerra entre duas ou mais nações. A legalidade de quem pode declarar guerra varia entre as nações e as formas de governo. Em muitas nações esse poder é dada ao chefe de Estado ou ao soberano. Em outros casos, podem ser executadas determinadas acções, por corsários ou mercenários, sem uma plena declaração de guerra, tal como a utilização de uma carta de corso ou uma operação secreta. O protocolo internacional para a declaração de guerra foi definido na 3ª convenção de Haia em 1907, sobre o início de hostilidades.

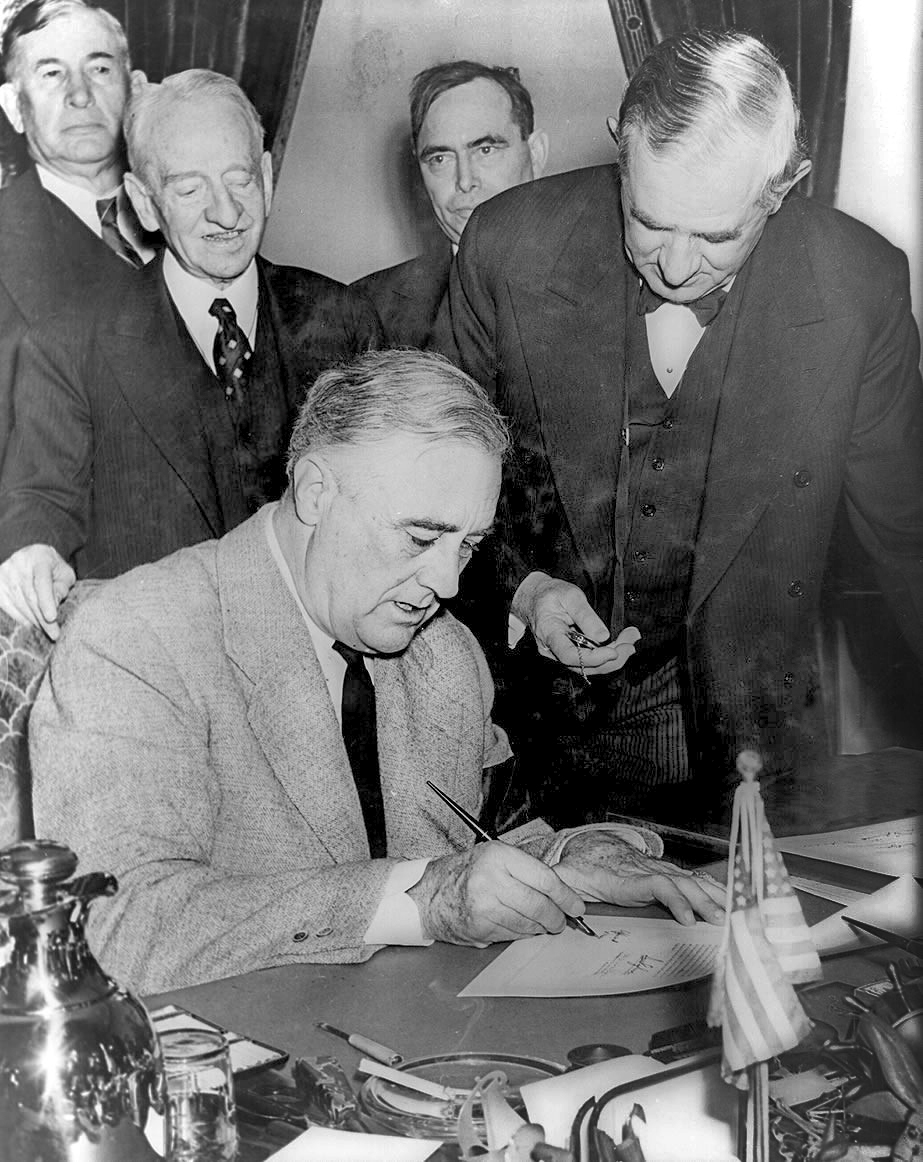
O Presidente dos Estados Unidos Franklin D. Roosevelt assina a declaração de guerra contra a Alemanha nazista em 11 de dezembro de 1941.

## Regras da ONU
Tem sido referido que a "evolução do direito internacional desde 1945, especialmente a Carta das Nações Unidas promulgada pela ONU, incluindo a sua proibição da ameaça ou uso da força nas relações internacionais, pode muito bem ter tornado a declaração de guerra redundante formal como instrumento jurídico internacional". Além disso, organizações não estatais ou terroristas podem reclamar ou descrever como "declarar de guerra" o exercício de actos violentos. Estas declarações podem não ter legitimidade processual em si, mas mesmo assim, podem agir como uma chamada às armas para os adeptos dessas organizações.

## Sentido figurado
Nos últimos tempos, estratégias políticas com o nome de "Guerra a...", tais como "guerra contra as drogas", também podem ser assumidos como uma declaração de guerra.

## Definições

### Perspectivas teóricas

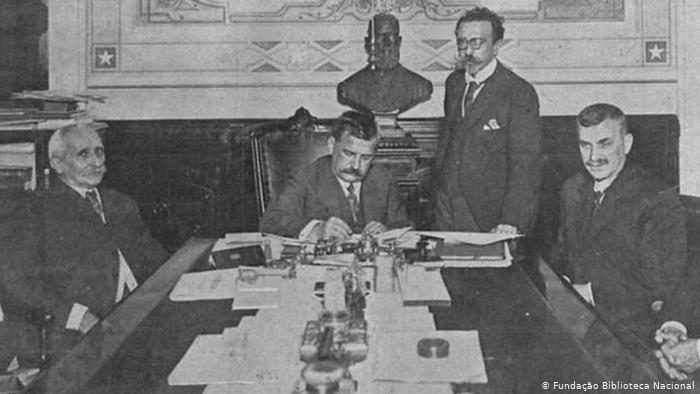
O presidente brasileiro Venceslau Brás declara guerra às Potências Centrais em 26 de outubro de 1917.

Uma definição das três maneiras de pensar sobre uma declaração de guerra foi desenvolvida por Saikrishna Prakash. Ele argumenta que uma declaração de guerra pode ser vista a partir de três perspectivas:
- Teoria categórica, segundo a qual o poder de declarar guerra inclui "o poder de controlar todas as decisões para entrar em guerra". Isso significa que o poder de 'declarar guerra' de fato depende da habilidade de entrar em combate.
- Teoria pragmática, que afirma que o poder de declarar guerra pode se tornar desnecessário por um ato de guerra em si.
- Teoria formalista, segundo a qual o poder de declarar guerra constitui apenas uma documentação formal das decisões de tomada de guerra do Executivo. Isso se aproxima mais das concepções jurídicas tradicionais do que é declarar uma guerra.[7]

## História

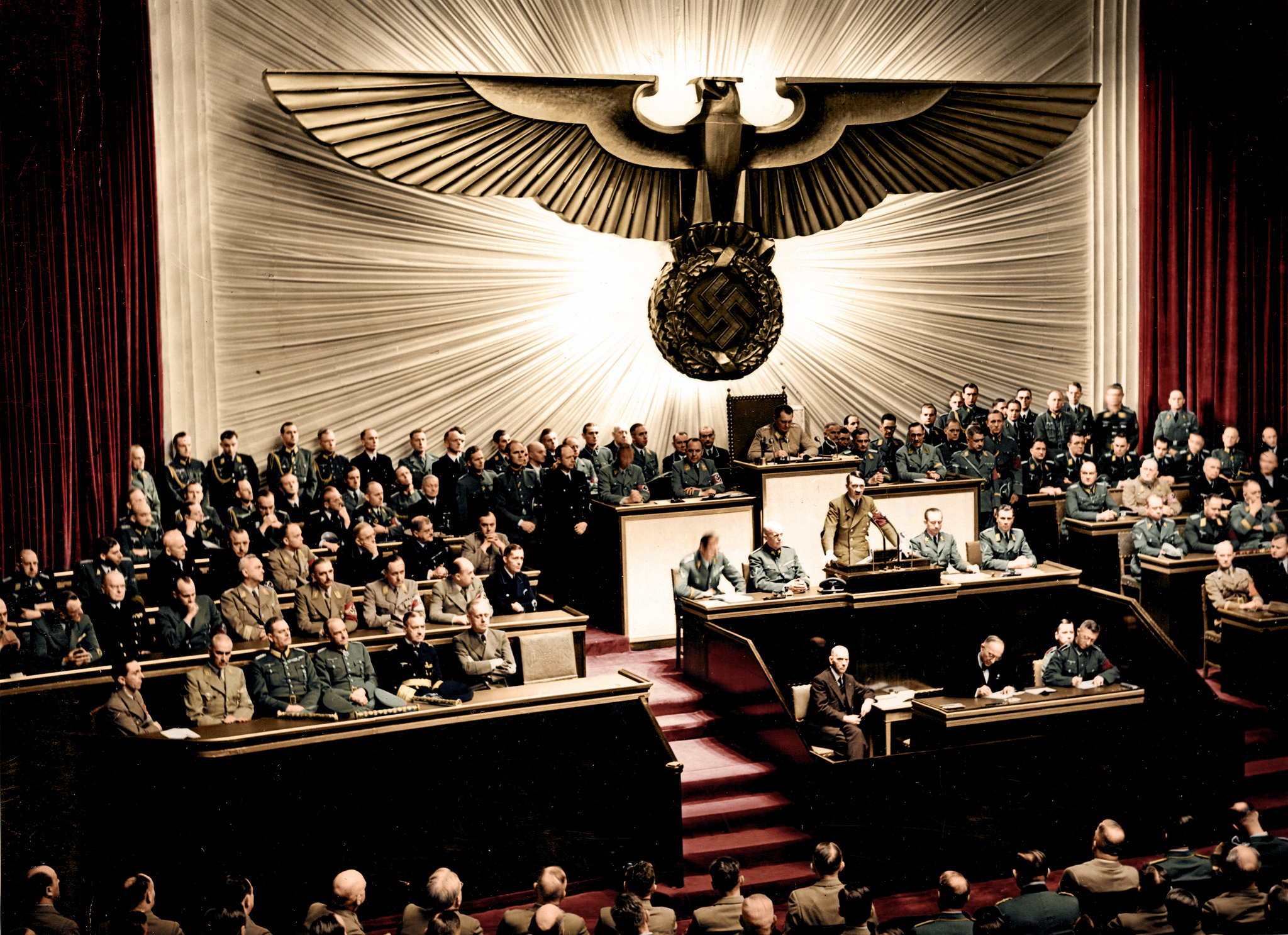
Adolf Hitler anuncia a declaração de guerra alemã aos Estados Unidos em 11 de dezembro de 1941.

A prática de declarar guerra tem uma longa história. A antiga Epopeia Suméria de Gilgamesh dá conta disso,  como o Velho Testamento.
No entanto, a prática de declarar guerra nem sempre foi estritamente seguida. Em seu estudo Hostilidades sem declaração de guerra (1883), o estudioso britânico John Frederick Maurice mostrou que entre 1700 e 1870 a guerra foi declarada em apenas 10 casos, enquanto em outros 107 casos a guerra foi travada sem tal declaração (estes números incluem apenas guerras travadas na Europa e entre os estados europeus e os Estados Unidos, não incluindo as guerras coloniais na África e na Ásia).
No direito internacional público moderno, uma declaração de guerra implica o reconhecimento entre os países de um estado de hostilidades entre esses países, e tal declaração tem atuado para regular a conduta entre os engajamentos militares entre as forças dos respectivos países. Os principais tratados multilaterais que regem essas declarações são as Convenções de Haia.
A Liga das Nações, formada em 1919 no início da Primeira Guerra Mundial, e o Tratado Geral para a Renúncia à Guerra de 1928 assinado em Paris, França, demonstraram que as potências mundiais buscavam seriamente um meio de evitar a carnificina de outro mundo guerra. No entanto, essas potências não foram capazes de conter a eclosão da Segunda Guerra Mundial, de modo que a Organização das Nações Unidas (ONU) foi criada a partir dessa guerra, em uma tentativa renovada de impedir a agressão internacional por meio de declarações de guerra.

## Difamação de declarações formais de guerra antes da Segunda Guerra Mundial
Na época clássica, Tucídides condenou os tebanos, aliados de Esparta, por lançar um ataque surpresa sem declaração de guerra contra Platéia, aliado de Atenas - evento que deu início à Guerra do Peloponeso.
A utilidade das declarações formais de guerra sempre foi questionada, seja como resquícios sentimentais de uma longa era de cavalaria ou como advertências imprudentes ao inimigo. Por exemplo, escrevendo em 1737, Cornelius van Bynkershoek julgou que "nações e príncipes dotados de algum orgulho geralmente não estão dispostos a guerrear sem uma declaração anterior, pois desejam um ataque aberto para tornar a vitória mais honrosa e gloriosa". Escrevendo em 1880, William Edward Hall julgou que "qualquer tipo de declaração anterior, portanto, é uma formalidade vazia, a menos que o inimigo deva ter tempo e oportunidade de se colocar em um estado de defesa, e é desnecessário dizer que ninguém afirma que tal quixotismo é obrigatório".

## Requisitos por país

### Commonwealth
Em todos os reinos da Commonwealth (Reino Unido, Austrália, Canadá e outros), o direito formal de declarar guerra pertence ao monarca, atualmente Carlos III, ou seu representante (o governador-geral), como parte da prerrogativa real e exercido por o primeiro-ministro (por exemplo, no Reino Unido) ou a constituição escrita desse reino. É um desenvolvimento muito recente no Reino Unido que a aprovação parlamentar seja solicitada antes do destacamento de forças de combate no exterior, por exemplo, na Guerra do Iraque (2003) e ataques aéreos ao Daesh, mas isso não é um requisito legal.

### Brasil

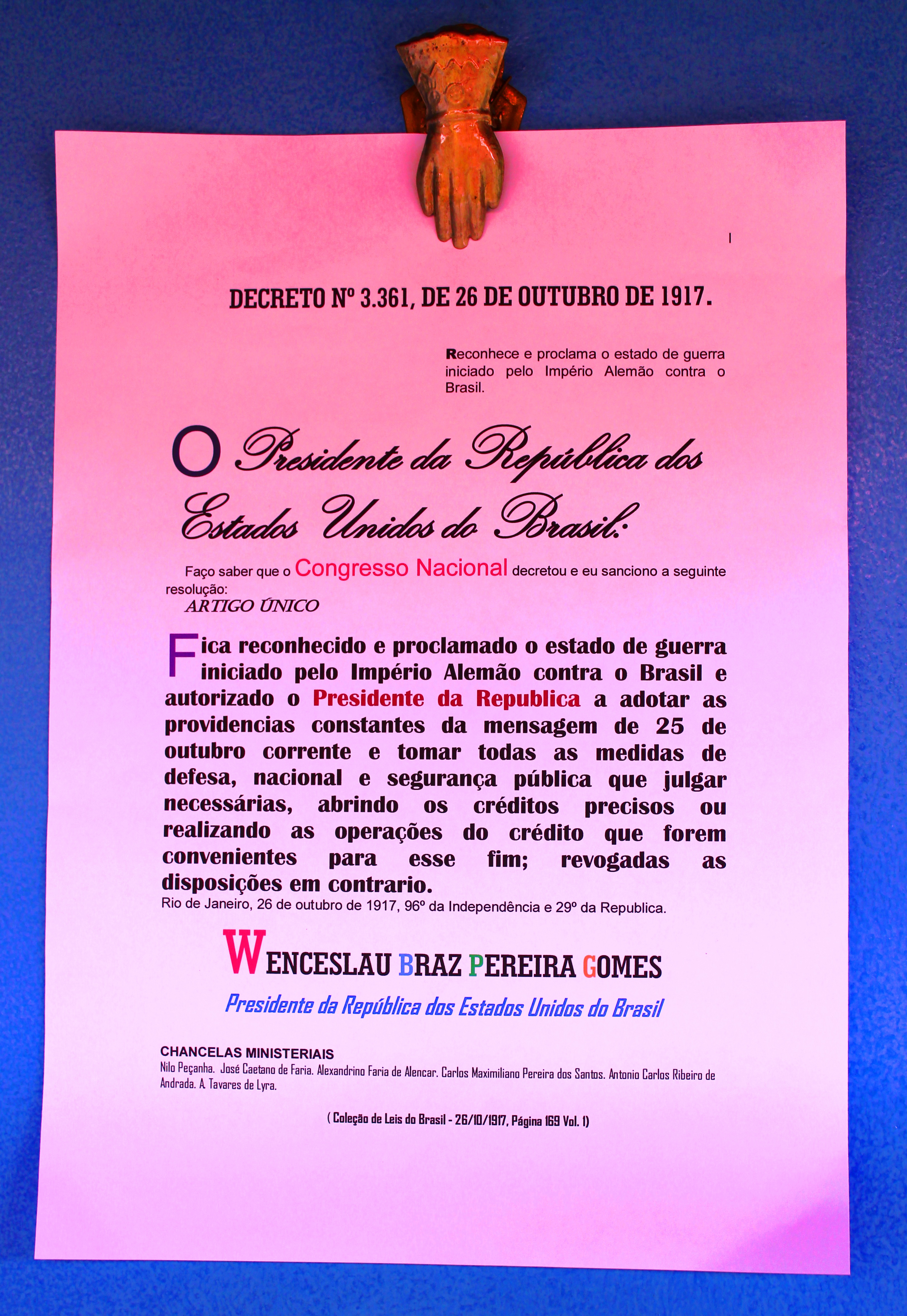
Réplica do decreto assinado por Venceslau Brás, após aprovação do Congresso Nacional do Brasil, que declara guerra ao Império Alemão, constituindo a entrada do brasil na Primeira Guerra Mundial.

De acordo com o artigo 84 da constituição brasileira, o Presidente do Brasil tem o poder de declarar guerra, em caso de agressão estrangeira, quando autorizado pelo Congresso Nacional ou, mediante sua ratificação se a agressão ocorrer entre as sessões legislativas, e decreto nacional total ou parcial mobilização nas mesmas condições.
O texto constitucional vigente, no artigo 137, determina que o Presidente da República pode, ouvidos o Conselho da República e o Conselho de Defesa Nacional, solicitar ao Congresso Nacional do Brasil autorização para decretar o estado de sítio em dois casos específicos: comoção grave de repercussão nacional ou ocorrência de fatos que comprovem a ineficácia de medida tomada durante o estado de defesa; e alternativamente, a declaração de estado de guerra ou resposta a agressão armada estrangeira.
A Constituição brasileira de 1988 determinou uma espécie de divisão de estados de alerta nacional em dois níveis: Estado de Defesa (artigo 136) e Estado de Sítio (artigo 137 ao 139). O legislador constitucional teve grande cuidado ao diferenciar os dois estados, pois enquanto no primeiro o Presidente da República pode declarar de ofício e somente após (24 horas) justificar seu ato, no segundo, somente a prévia autorização do Congresso Nacional permite que o Presidente proceda a decretação.
Outras são as diferenças, como a necessidade de apontar, no ato da decretação de Estado de Defesa a prévia delimitação da área em que serão aplicáveis as medidas restritivas e os direitos que estabelecer. No caso do Estado de Sítio, após encerrado o conflito ou o motivo que originou a sua decretação, o Presidente presta contas ao Congresso Nacional pelos atos praticados. Quanto aos direitos afetados, somente a decretação de Estado de Sítio vai poder suspender as garantias aos direitos fundamentais.

### Finlândia
De acordo com o artigo 93 da constituição finlandesa, o Presidente da Finlândia pode declarar guerra, ou declarar paz, com a permissão do Parlamento da Finlândia.

### França
De acordo com o artigo 35 da constituição francesa, o Parlamento francês tem autoridade para autorizar a declaração de guerra.

### Alemanha
O Artigo 115a GG diz que, a menos que seja atacada por uma força militar adversária, a Alemanha deve votar uma maioria de dois terços dos votos no Bundestag se a república federal estiver sob ameaça de guerra. 

### Irlanda
O artigo 28.3.1° da Constituição da Irlanda afirma que "a guerra não deve ser declarada e o Estado não deve participar em nenhuma guerra, salvo com o consentimento do Dáil Éireann". A Irlanda adotou uma política de não alinhamento (o que muitos confundem com neutralidade em termos militares e, portanto, não é membro da OTAN.

### Itália
De acordo com o artigo 11 ° da Constituição italiana, a Itália rejeita a guerra como instrumento de agressão. O Parlamento tem o poder de declarar guerra se for necessário criar uma ordem que garanta a paz e a justiça entre as Nações; os autores mais confiáveis excluem que entre as circunstâncias em que pode ser declarado o estado de guerra nos termos do artigo 78 da Constituição pode ser incluído também o estado de guerra civil interna.

### México
De acordo com o Artigo 89 § VIII da Constituição Mexicana, o Presidente pode declarar guerra em nome dos Estados Unidos Mexicanos depois que a lei correspondente for promulgada pelo Congresso da União. 

### Espanha
De acordo com a constituição espanhola de 1978, o art. 63, o Rei, com autorização prévia do Parlamento, tem o poder de declarar guerra e fazer a paz.

### Suécia
De acordo com 2010: 1408 15 kap. 14 § intitulado "Krigsförklaring" (declaração de guerra), o gabinete sueco (regeringen) não pode declarar que a Suécia está em guerra sem o consentimento dos parlamentos (riksdagen), a menos que a Suécia seja primeiro atacada.

### Estados Unidos
Nos Estados Unidos, o Congresso, que faz as regras para os militares, tem o poder de "declarar guerra", de acordo com a Constituição. No entanto, nem a Constituição dos Estados Unidos nem qualquer Ato do Congresso estipulam o formato que uma declaração de guerra deve assumir. As declarações de guerra têm força de lei e devem ser executadas pelo presidente como "comandante-chefe" das forças armadas. A última vez que o Congresso aprovou resoluções conjuntas dizendo que um "estado de guerra" existia foi em 5 de junho de 1942, quando os EUA declararam guerra à Bulgária, Hungria e Romênia. Desde então, os EUA têm usado o termo "autorização para uso de força militar", como no caso contra o Iraque em 2003.
Às vezes, as decisões para engajamentos militares eram tomadas por presidentes dos Estados Unidos, sem aprovação formal do Congresso, com base em resoluções do Conselho de Segurança da ONU que não declaram expressamente a ONU ou seus membros em guerra. 

Em resposta aos ataques de 11 de setembro, o Congresso dos Estados Unidos aprovou a resolução conjunta Autorização para Uso de Força Militar contra Terroristas em 14 de setembro de 2001, que autorizava o Presidente dos Estados Unidos a travar a Guerra contra o Terror.